# Tussentijdse opslag
Tussentijdse opslag, ook wel tijdelijke opslag genoemd, is een niet permanente oplossing voor de opslag van radioactief afval. Het afval wordt hierin geplaatst totdat het naar de eindopslag gaat of, als de radioactiviteit voldoende gezakt is, definitief verwerkt kan worden.

## Laagradioactief afval
Laagradioactief afval met hoofdzakelijk kortlevende isotopen wordt bovengronds opgeslagen, meestal in grote hallen. Na verloop van tijd, afhankelijk van het soort afval kan dit tientallen of honderden jaren zijn, is de activiteit van dat afval dusdanig afgenomen dat het geen gevaar oplevert. Hoogradioactief afval wordt veelal eerst voor enkele jaren opgeslagen in tijdelijke depots om af te koelen en de meeste activiteit kwijt te raken. Daarna wordt het voorbereid op een permanente opslag.

## Hoog radioactief afval
Voor radioactief afval zijn er twee soorten tussentijdse opslag namelijk:
- Natte opslag: Opgebruikte brandstofelementen worden uit de reactor gehaald en in een waterbassin opgeslagen. In dit bassin verliest het brandstofelement haar restwarmte. Als ze voldoende is afgekoeld kan ze verplaatst worden naar de droge opslag
- Droge opslag: Hier bevinden opgebruikte brandstofelementen zich in een Castor houder.

Bij de in Europa meest toegepaste methode wordt het hoogradioactieve afval gemengd met glas. Dit mengsel wordt gesmolten en opgeslagen in roestvrijstalen canisters (containers). In plaats van glas is het gebruik van Synroc in opkomst. Synroc is keramisch materiaal dat betere eigenschappen heeft dan glas. In plaats van glas en Synroc wordt soms ook gebruikgemaakt van ijzer en koper containers die vervolgens in keramisch materiaal worden ingepakt.

## Locaties
In Nederland is COVRA in Vlissingen als enige bevoegd om op deze wijze laagactief en middelactief radioactief afval, afkomstig van Nederlandse laboratoria, ziekenhuizen, fabrieken en kerncentrales, op te slaan.
In Duitsland worden opgebruikte brandstofelementen opgeslagen in Gorleben en bij de stad Ahaus. In België is Belgoprocess, dochteronderneming van NIRAS bevoegd. 